# Татре (Хрпелє-Козіна)
Татре (словен. Tatre) — поселення в общині Хрпелє-Козіна, Регіон Обално-крашка, Словенія. Висота над рівнем моря: 742 м.